# Fontaine Saint-Michel (Parijs)

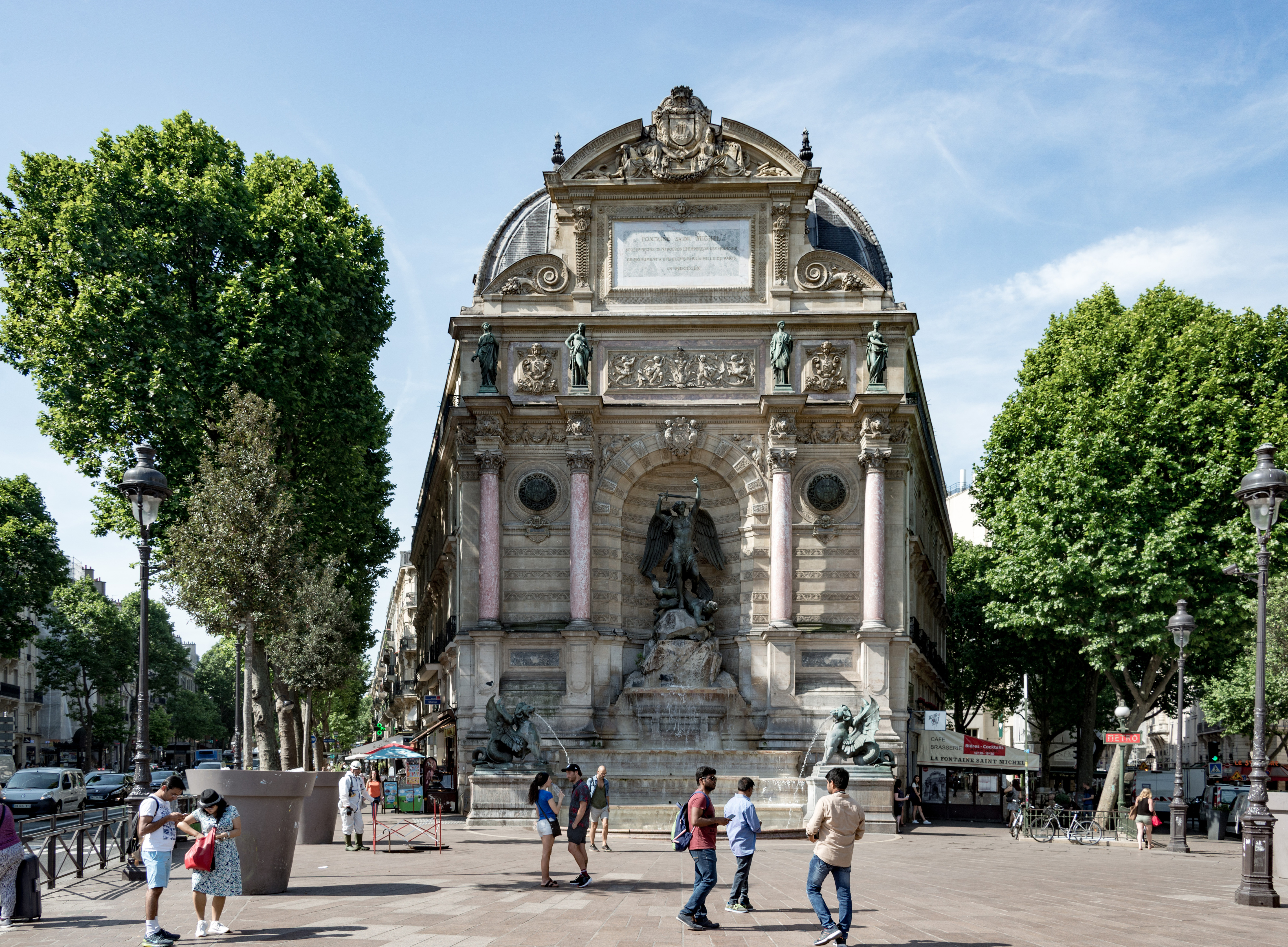
Zicht op het plein.

De Fontaine Saint-Michel is een fontein op de Place Saint-Michel in het centrum van Parijs. Ze werd ingehuldigd op 15 augustus 1860  en het is sinds 1926 erkend als historisch monument.  
Ze neemt de volledige hoekgevelmuur op de kruising van Boulevard Saint-Michel met de Place Saint-Michel in, in het verlengde van de Pont Saint-Michel.

## Geschiedenis en opbouw

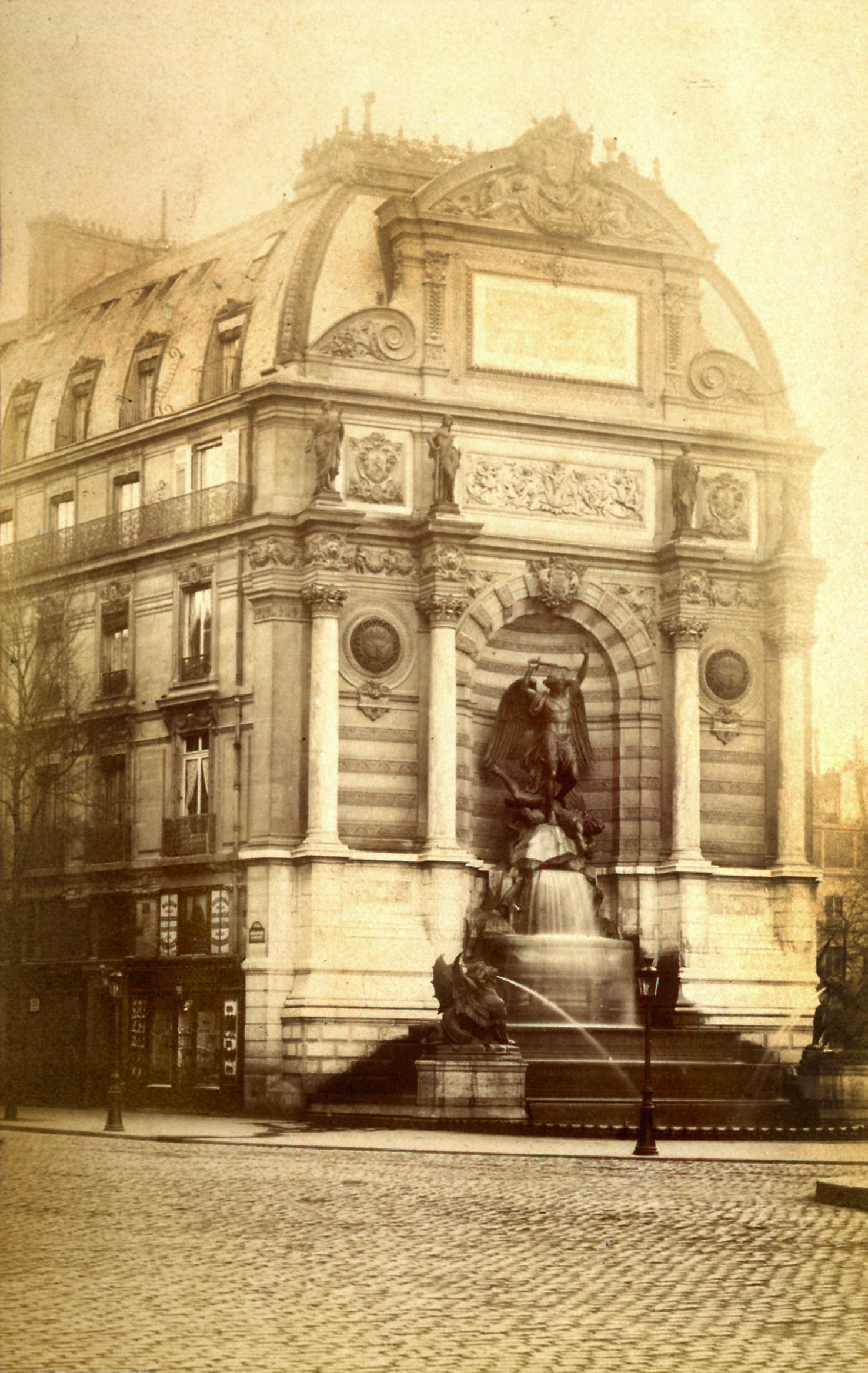
De Saint-Michel-fontein, circa 1880.

De Fontaine Saint-Michel maakt deel uit van het stadsvernieuwingsplan van Haussmann onder Napoleon III. Door de aanleg van de Boulevard Saint-Michel in richting van de Sainte-Chapelle (op het Île de la Cité) ontstond er een nieuw plein aan de voet van de Pont Saint-Michel. Haussmann nam het initiatief voor  installatie van deze fontein als visueel sluitstuk om het perspectief van de Boulevard de Paris, die via de Pont Saint-Michel op de Place Saint-Michel uitkomt, te benadrukken. Tegelijk kon hij een esthetische invulling geven aan de nieuwe hoekgevel op de kruising van Boulevard Saint-Michel met de Place Saint-Michel en de Place Saint-André-des-Arts aan de andere zijde.
Aanvankelijk was het plan om er een reusachtig standbeeld van Napoleon neer te zetten, maar dat voorstel werd verworpen door de stedelijke commissie die een herinneringsmonument aan de verdwenen "Chapelle Saint-Michel en la Cité" weerhielden. Daarom werd gekozen voor het thema "de overwinning van de Aartsengel Michaël op de Duivel" als zinnebeeld voor "de Strijd van het Goede tegen het Kwade". 
De fontein werd ontworpen door de architect Gabriel Davioud, bijgestaan door Flament, Simonet en Halo, in 1856. Ze is 26 meter hoog en 15 meter breed en opgebouwd in de stijl van een oude triomfboog, waarin het bronzen beeld van de triomferende Aartsengel Michaël met de duivel aan zijn voeten staat. Boven de triomfboog is een latei met bas-reliëfs die ondersteund wordt door vier Corinthische zuilen in rood marmer waarop telkens een bronzen beeld staat dat één van kardinale deugden uitbeeldt. Tussen de zuilen hangen ronde bronzen platen met een afbeelding van de Keizerlijke Kroon.
De bovenzijde wordt bekleedt door een dubbel fronton, met in de punt het wapen van Parijs en op het onderste een gigantische inscriptie die vermeldt dat de bouw werd uitgevoerd onder het bewind van keizer Napoleon III in 1860.  
Voor de triomfboog staan twee waterspuwende gevleugelde draken aan een waterbassin.   
De Fontaine Saint-Michel onderscheidt zich van andere Parijse fonteinen door zijn polychromie: rood marmer uit de Languedoc, groen marmer, blauwe steen uit Soignies, gele kalksteen uit Saint-Ylie (Jura) en het brons van de beelden.     
De  polychromie compenseert het gebrek aan lichtinval. De locatie van de Fontaine Saint-Michel-fontein was immers niet evident: rechtover de Pont Saint-Michel en tegen een zeer hoge, slecht verlichte gevel die pal naar het noorden is gericht.  

## Beeldhouwers

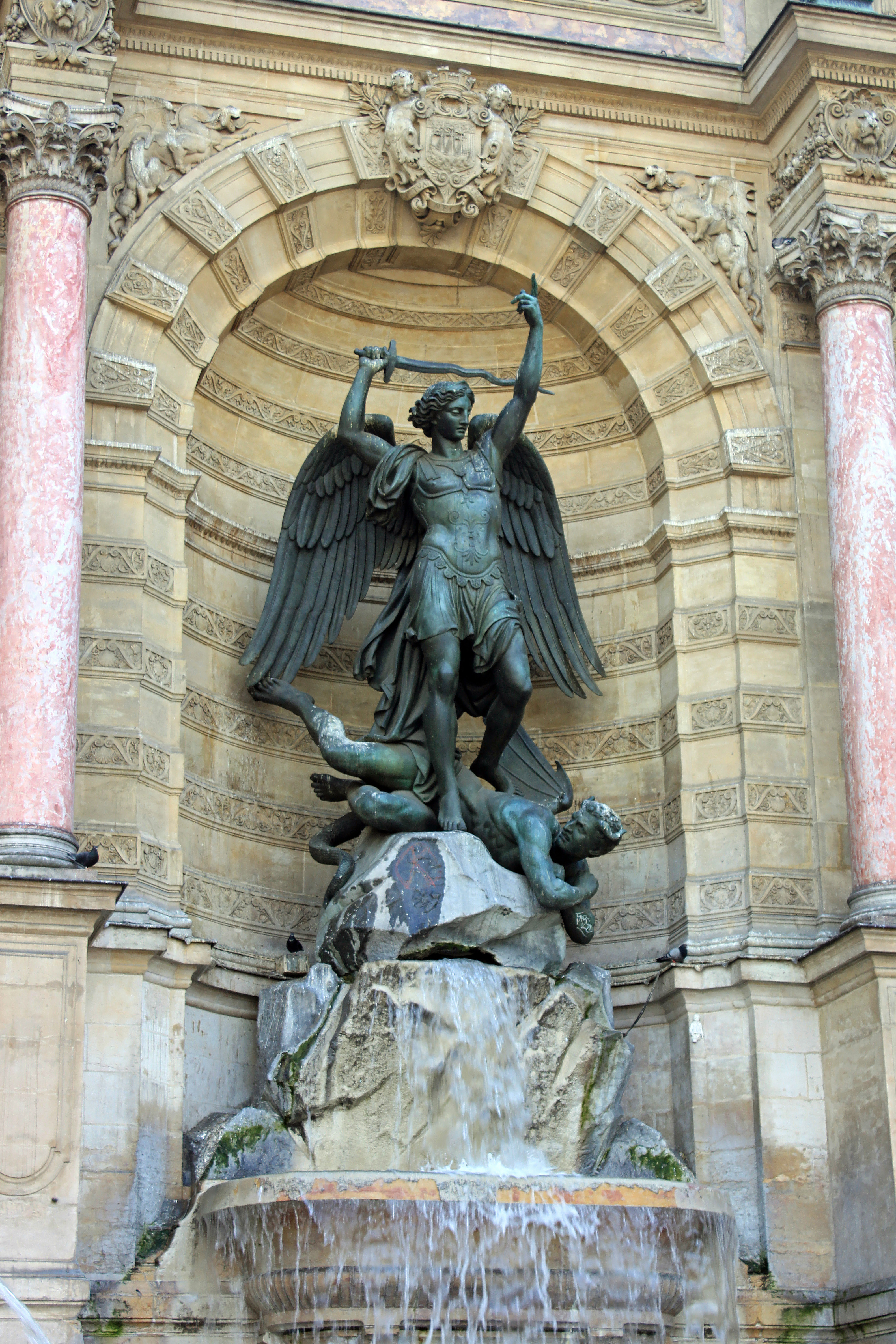
De Aartsengel Michaël doodt de duivel, door Francisque Duret, in de centrale nis.

Acht beeldhouwers hebben meegewerkt aan deze fontein:
- Francisque Duret: Het bronzen beeld "De Aartsengel Michaël overwint de duivel" in het midden van de compositie. Het beeld van Sint-Michiel werd gegoten door de kunstgieterij Thiébaut Frères. [3],[4],[5],[6]
- Henri-Alfred Jacquemart: de twee gevleugelde waterspuwende draken voor het bassin
- Félix Saupin: de rots waarop Sint-Michiel staat
- Claude Vignon: de bas-reliëfs met ornamenten en gebladerte op de latei

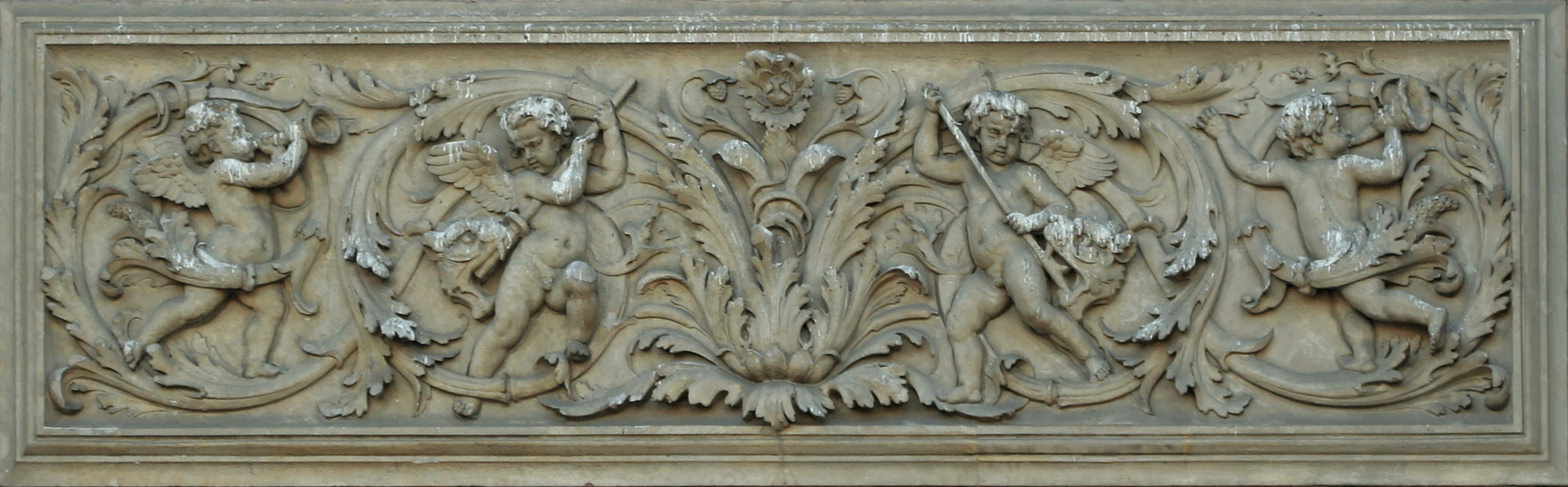
Neorenaissancistisch gebladerte van Claude Vignon.

- Auguste-Hyacinthe Debay: de stenen beelden "Dapperheid en Gematigdheid, die het wapen van Parijs dragen"  op het bovenste fronton

- De vier bronzen beelden die de kardinale deugden voorstellen op de zuilen:
  - Jean-Auguste Barre: Wijsheid (met spiegel en slang)
  - Elias Robert: Rechtvaardigheid (met zwaard)
  - Charles Gumery: Gematigdheid
  - Auguste-Hyacinthe Debay: Dapperheid (in de huid van de Nemeïsche leeuw en gewapend met de knuppel van Hercules)

## Kritische ontvangst
Bij de inhuldiging van de fontein in 1860 was er veel negatieve kritiek.
Vooral de eclectische stijl moest het ontgelden door zijn inconsistentie en de overvloed aan beelden van verschillende beeldhouwers waardoor hun individuele talenten niet tot hun recht kwamen.  
Ook het feit dat de fontein tegen een gevel geplaatst werd werd fel bekritiseerd . Velen hadden het liever op het midden van het plein gezien. De Fontaine Saint-Michel-fontein kan beschouwd worden als de laatste uit een reeks monumentale muurfonteinen in Parijs, met de Fontaine Medicis uit de 17e eeuw en de Fontaine des Quatre-Saisons uit de 18de eeuw als andere blikvangers. De monumentale fonteinen die na de Fontaine Saint-Michel werden gebouwd staan allemaal op het midden van een plein of park.